# Romallo
Romallo (IPA: /roˈmallo/, Romàl in noneso) è stato un comune italiano di 614 abitanti della provincia autonoma di Trento in Trentino-Alto Adige. Dal 1º gennaio 2020 è frazione del comune di Novella, a seguito della fusione con i comuni di Brez, Cagnò, Cloz e Revò. Si trova nella zona centro-orientale della valle di Non, alle pendici sud-orientali del monte Ozol.

## Storia
Lo studio dell'etimologia non ha chiarito univocamente l'origine del toponimo. La prima attestazione nei documenti l'abbiamo nel XIII secolo, col nome "Romallo". Sono state rinvenute monete romane, resti funebri, statuette e resti di selciato che fanno supporre una colonizzazione di Roma della zona. Romallo era sulla strada romana che congiungeva la valle di Non a Merano. Nel 1413 si ha la prima testimonianza della chiesa parrocchiale, dedicata a San Vitale. Il 3 agosto 1853 vi fu un grande incendio che uccise due persone e distrusse l'abitato: 55 case, la chiesa e gli archivi, mettendo a dura prova la sopravvivenza del paese.
Più volte Romallo passò dall'essere comune autonomo (l'ultima volta dal 1950 al 2020) a fuso insieme a quelli limitrofi.

### Simboli
Lo stemma e il gonfalone erano stati approvati con delibera della Giunta provinciale di Trento n. 6760 del 15 giugno 1990.
Stemma
Gonfalone

## Monumenti e luoghi d'interesse

### Architetture religiose
- Chiesa di San Vitale, parrocchiale.
- Eremo di San Biagio

### Palazzi
- Palazzo Betta del XVII secolo.

## Società

### Evoluzione demografica
Abitanti censiti

### Ripartizione linguistica
Nel censimento del 2001 il 36,61% della popolazione (216 persone) si è dichiarato "ladino".

## Amministrazione
| Periodo        | Periodo          | Primo cittadino  | Partito      | Carica  | Note |
| -------------- | ---------------- | ---------------- | ------------ | ------- | ---- |
| 17 maggio 2010 | 10 maggio 2015   | Silvano Dominici | Lista civica | Sindaco |      |
| 11 maggio 2015 | 31 dicembre 2019 | Silvano Dominici | Lista civica | Sindaco |      |